# Síndrome d'Ehlers-Danlos
Les síndromes d'Ehlers-Danlos (SED) són un grup de 13 trastorns del teixit connectiu genètics en la classificació actual, amb l'últim tipus descobert el 2018. Els símptomes sovint inclouen articulacions amb excés de mobilitat, dolor articular, pell vellutada i estirada i formació anormal de cicatrius. Es poden notar al néixer o a la primera infància. Les complicacions poden incloure dissecció aòrtica, luxacions articulars, escoliosi, dolor crònic o artrosi precoç.
Les SED es produeixen a causa de mutacions genètiques de més de 19 gens presents en néixer. El gen específic afectat determina el tipus de SED. Algunes són degudes a mutacions aparegudes de nou durant el desenvolupament primerenc, mentre que d'altres s'hereten de manera autosòmica dominant o recessiva. Normalment, aquestes mutacions donen lloc a defectes en l'estructura o processament de la proteïna col·lagen.
El diagnòstic es basa sovint en els símptomes i es confirma mitjançant proves genètiques o biòpsia de pell, però inicialment es pot passar per alt el diagnòstic en persones amb hipocondria, depressió, o síndrome de fatiga crònica.
Encara no se'n coneix cap cura i el tractament és simptomàtic. La fisioteràpia i els aparells de musculació poden ajudar a enfortir els músculs i donar suport a les articulacions. Algunes SED permeten una esperança de vida normal, però les que afecten els vasos sanguinis solen disminuir-la.
El tipus de DES hipermòbil (abreujada hEDS en anglès) afecta almenys una de cada 5.000 persones a tot el món; els altres tipus no són tan freqüents. El pronòstic depèn de la situació específica del trastorn. L'excés de mobilitat va ser descrit per primera vegada per Hipòcrates l'any 400 aC. Les síndromes reben el nom de dos metges, Edvard Ehlers i Henri-Alexandre Danlos, que les van descriure a l'entrada del segle xx.